# Angelo (Ron)
Angelo è un album discografico del cantautore Ron, pubblicato nel 1994.

## Descrizione
Con quest'album il cantante si propose rendere pubblica la sua fede in Dio e negli angeli, in un periodo particolarmente travagliato dal punto di vista della vita privata, durante il quale era solito recarsi in preghiera quotidianamente al santuario mariano di Garlasco. Il suo padre spirituale era il teologo gesuita bresciano Silvano Fausti, confessore del cardinale Carlo Maria Martini.

## Tracce
1. Sono uguale a te – 5:19
2. Toccami – 4:06
3. Tutti quanti abbiamo un angelo – 4:00
4. Il sole e la luna – 4:53
5. Io sono Michele – 4:59
6. Sono in te (I'm in You) – 5:41
7. Uomini del mondo – 4:52
8. Il mare nel tramonto – 4:27
9. Mi arrendo – 5:09
10. È l'amore (il fischio all'orecchio) – 5:12

## Formazione
- Ron – voce, cori, sintetizzatore, chitarra acustica, pianoforte, tastiera
- Bruno Mariani – chitarra elettrica
- Jacob Andersen – percussioni
- Greg Walsh – tastiera
- Chicco Gussoni – chitarra elettrica, cori, chitarra a 12 corde
- Giovanni Boscariol – tastiera, cori, organo Hammond
- Tony Levin – basso
- Steve Ferrone – batteria, percussioni
- Alessandro Simonetto – tastiera, fisarmonica, violino
- Laurex – pianoforte, cori, organo Hammond, tastiera
- Demo Morselli – flicorno
- Fawzia Selama, Iskra Menarini, Marcello De Toffoli, Deborah Johnson, Enza Kucie, Marco Colantuoni – cori